# 103rd Street (stacja metra na Broadway – Seventh Avenue Line)
103rd Street – stacja metra nowojorskiego na linii 1. Znajduje się w dzielnicy Manhattan, w Nowym Jorku i zlokalizowana jest pomiędzy stacjami Cathedral Parkway – 110th Street i 96th Street. Została otwarta 27 października 1904.